# Dagens Næringsliv

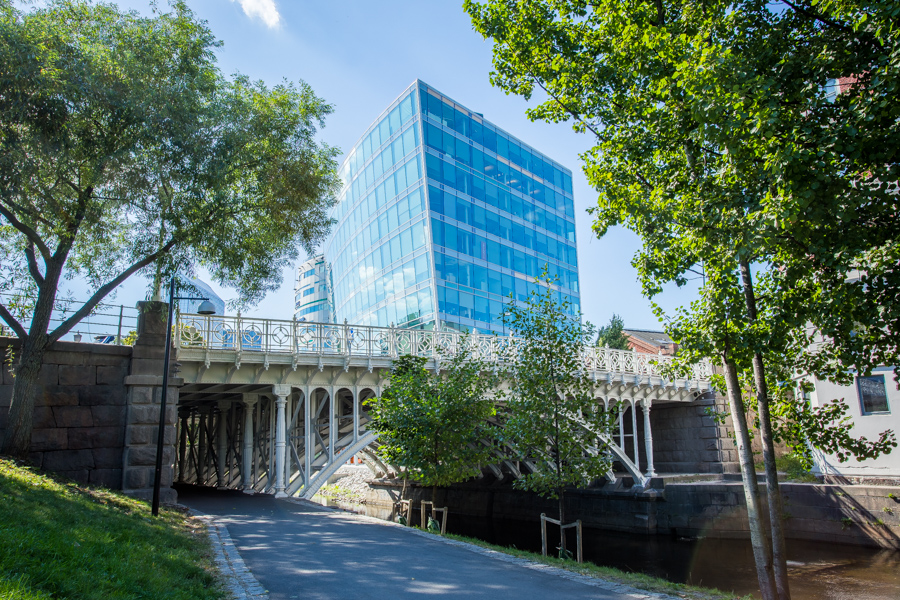
Atrium Akerselva, où Dagens Næringsliv dispose d'une rédaction.

Dagens Næringsliv (du norvégien pour "Today's Business"), communément appelé DN, est un journal norvégien spécialisé dans les nouvelles économiques. En 2015, c'est le troisième plus grand journal de Norvège. Amund Djuve est le rédacteur en chef du journal depuis 2000.
Dagens Næringsliv appartient au conglomérat médiatique Norges Handels og Sjøfartstidende (NHST Media Group), qui possède également DN Nye Medier, DN.no Tradewinds, Upstream, DagensIT, Smartcom, Nautisk Forlag, Intrafish, Fiskaren, Europower et Recharge.
Le journal a des correspondants à New York, Bruxelles, Stockholm, Phuket, Kristiansand, Stavanger, Bergen, Trondheim et Tromsø. Ses principaux bureaux de rédaction se trouvent à Oslo.

## Historique et profil
Le journal a été fondé par Magnus Andersen en 1889. D'abord appelé Norges Handels og Sjøfartstidende (le temps du commerce et de la navigation en Norvège), il a été rebaptisé Dagens Næringsliv en 1987. Le journal a une position politique néolibérale et son siège est à Oslo. Le journal est publié sous format tabloïd.
Le tirage de Dagens Næringsliv était de 69 000 exemplaires en 2003, il est passé à 81 391 exemplaires en 2007, puis à 80 595 exemplaires en 2013, avant de retomber à 79 639 en 2014 et 74 629 en 2015. Ces dernières années, il a dépassé le Dagbladet en tant que troisième journal imprimé le plus diffusé en Norvège.

### Partenariat avec WikiLeaks
Le 5 septembre 2013, le journal a déclaré qu'il était l'un des 17 "partenaires internationaux qui coopèrent avec Wikileaks dans le cadre du projet Spy Files 3 qui met en lumière l'industrie de la surveillance internationale. WikiLeaks a publié près de 250 documents sur 90 sociétés de surveillance".

## Encarts dans les journaux

### DN Magasinet
On trouve DN Magasinet dans les kiosques à journaux le samedi (et le dernier jour avant les jours fériés de Pâques et de Noël). Il ne peut pas être acheté séparément ; c'est un encart de Dagens Næringsliv.

### D2
D2 est un magazine de style de vie, qui est un encart de Dagens Næringsliv chaque vendredi. Le magazine couvre un large éventail de sujets culturels et liés au style de vie, notamment l'art, le design, la mode, le fitness, les voyages, les voitures, la technologie et l'alimentation. Il a remporté de nombreux prix norvégiens et internationaux pour sa photographie et son design exceptionnels. Chaque numéro de D2 est lu par 202 000 personnes.